# 戸田ヶ原

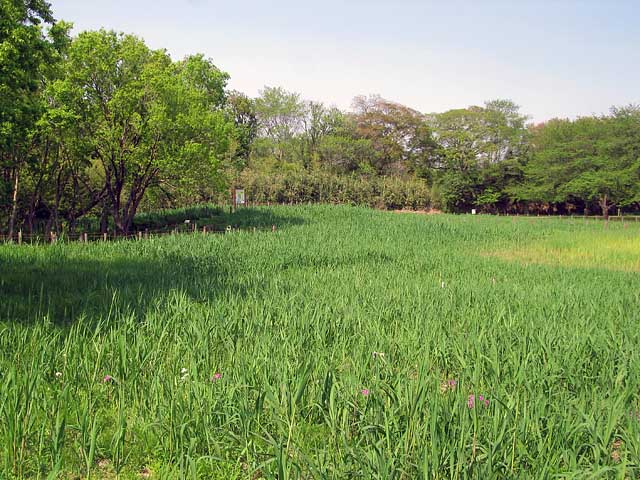
戸田ヶ原自然再生エリア第1号地

戸田ヶ原（とだがはら）は、埼玉県戸田市の荒川周辺に広がっていた湿原。隣接する田島ヶ原同様サクラソウが自生していたことでも有名であった。現在は河川敷などが整備されている。戸田ヶ原自然再生事業が実施されている。カヤツリグサ科スゲ属のトダスゲ （絶滅危惧I A類）は戸田ヶ原に生育していた事からその名がつく。

## 概要
戸田河原とも表記された。隣接する田島ヶ原、浮間ヶ原とともに江戸時代からサクラソウの自生地として知られていたが、明治後半から昭和初期ごろにサクラソウを採取する人々が殺到し、大正時代の終わりごろにはサクラソウが壊滅してしまった。その後戸田ボートコースの建設などが進み徐々に湿原が開発されていった。戸田市によって2007年から戸田ヶ原自然再生事業が実施されており、2010年2月には、彩湖・道満グリーンパーク内に戸田ヶ原自然再生エリア第1号地が整備された。

## アクセス
- JR埼京線・武蔵野線武蔵浦和駅より「下笹目行」バス乗車、「彩湖・道満グリーンパーク入口」下車徒歩10分